# Pholetiscus wilsoni
Pholetiscus wilsoni är en kräftdjursart som först beskrevs av Arthur Sperry Pearse 1930.  Pholetiscus wilsoni ingår i släktet Pholetiscus och familjen Canthocamptidae. Inga underarter finns listade i Catalogue of Life.